# Реканати
Рекана̀ти (на италиански: Recanati) е град и община в централна Италия, провинция Мачерата, регион Марке. Разположен е на 296 m надморска височина. Населението на града е 21 737 души (към февруари 2010).